# Martin Thür

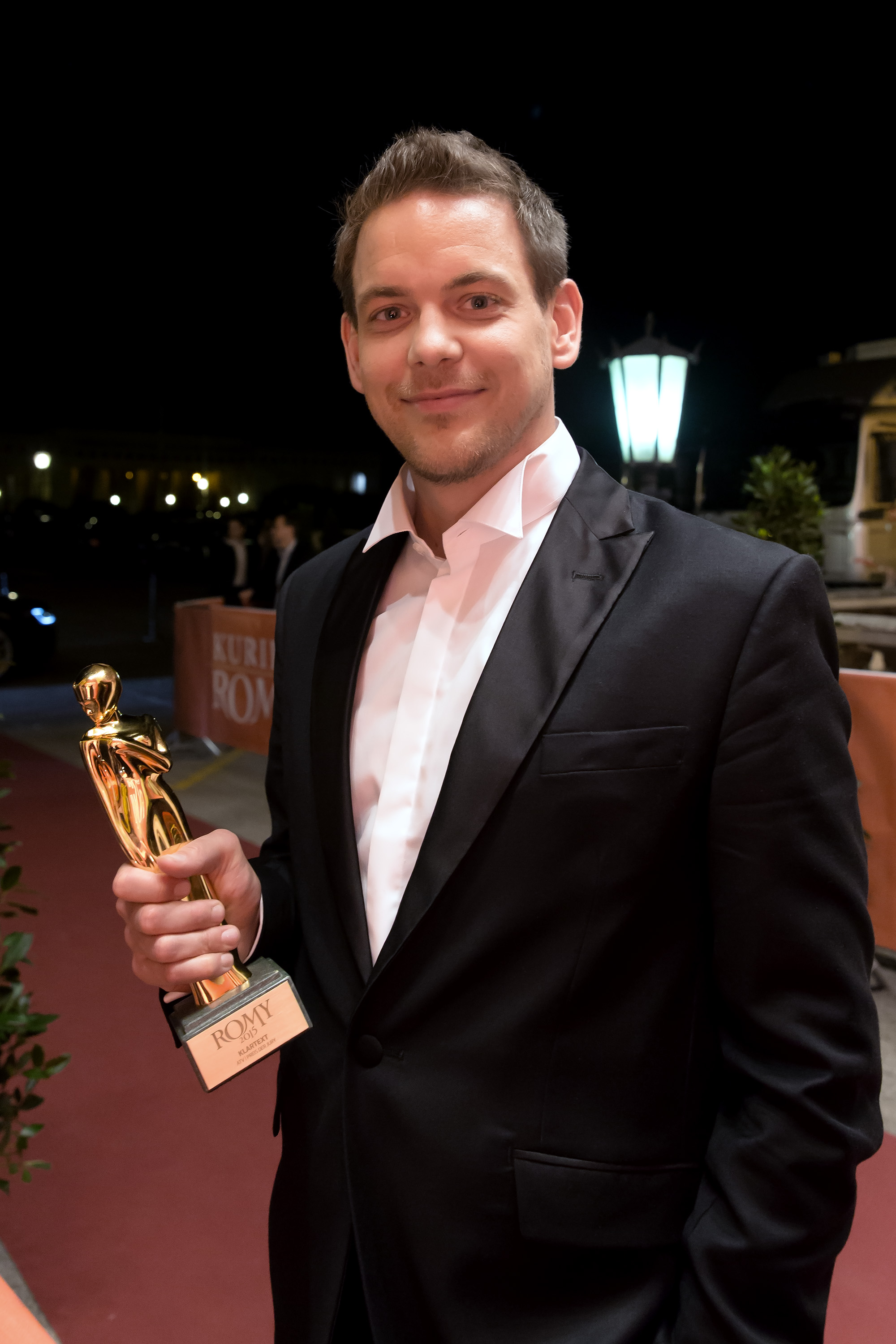
Bei der Romy-Verleihung 2015

Martin Thür (geboren am 25. Juli 1982 in St. Pölten) ist ein österreichischer Fernsehjournalist und Moderator. Von 2002 bis 2017 arbeitete er für den Fernsehsender ATV, von 2017 bis 2018 war er für die Rechercheplattform Addendum tätig. Seit 2018 ist Thür Redakteur der Zeit im Bild im ORF, deren Spätausgabe ZIB 2 er seit 2019 moderiert.

## Ausbildung
Thür studierte erst Publizistik- und Theaterwissenschaft. Später absolvierte er berufsbegleitend bei Peter Filzmaier ein Masterstudium der Politischen Kommunikation an der Universität für Weiterbildung Krems.

## Beruflicher Werdegang
Ab 2000 arbeitete Thür beim Regional-Fernsehsender P3tv in St. Pölten. 2002 wechselte er zu ATV nach Wien und wurde in verschiedenen Funktionen im Nachrichten- und Magazin-Bereich eingesetzt. Schritt für Schritt übernahm er Wahlsondersendungen (Meine Wahl), gestaltete Interviewreihen zu Wahlgängen auf Bundes- und Landesebene und fungierte als Gestalter der Sendereihe ATV Dokument. Weiters wurde er als Live-Korrespondent für ATV nach Los Angeles, Washington, D.C., Brüssel und in den Vatikan entsandt. 2010 erhielt seine Dokumentation Volkssport Doping hohe Aufmerksamkeit.
Im Oktober 2014 startete das von ihm entwickelte Format Klartext auf ATV. Es wurde jeweils am Montagabend um 22:25 Uhr gesendet. Sendungsmaxime sei es, mit Politikern – was diese gerne vermieden – Klartext zu reden. Teil des Konzepts waren ungewöhnliche Örtlichkeiten, an denen die Interviews geführt wurden: in einer leer stehende Fabrikhalle, einem Keller, oder auf zwei Steinen sitzend vor Flüchtlingszelten in Nickelsdorf. Die Wahl der Interviewpartner soll das Thema von mehreren Perspektiven beleuchten, die Gespräche wurden aufgezeichnet und nur partiell in die Sendung integriert. Beispielsweise sprach Thür für die Sendung Traiskirchen – Das vergessene Lager mit dem Regierungsberater Kilian Kleinschmidt, dem Bürgermeister der Stadt, Andreas Babler, und mit Daniela Pichler von Amnesty International. Am 26. September 2016 moderierte er das ATV-Duell der Präsidentschaftskandidaten Alexander Van der Bellen und Norbert Hofer.
2017 wechselte Thür zur Rechercheplattform Addendum, woraufhin die politische Interviewsendung auf ATV abgesetzt wurde.
Im Oktober 2018 wurde Thür Teil der Redaktion der Nachrichtensendung Zeit im Bild im Österreichischen Rundfunk, für die er ab Jänner 2019 die damals neu geschaffene Sonntagsausgabe der Zeit im Bild 2, ZIB 2 am Sonntag, moderierte. Im Herbst 2019 leitete er neben Lou Lorenz-Dittlbacher die ORF-Fernsehduelle zwischen Spitzenpolitikerinnen und Spitzenpolitikern der zur Österreichischen Nationalratswahl 2019 antretenden größten Parteien. Mittlerweile präsentiert Thür, im wöchentlichen Wechsel mit anderen Mitgliedern des Moderationsteams, die ZIB 2 auch regulär unter der Woche. Im August 2024 moderiert Thür erstmals die Sommergespräche mit den Parteichefs der österreichischen Parlamentsparteien im ORF.
Neben seiner journalistischen Tätigkeit moderierte Martin Thür die jährliche Verleihung des Negativpreises Goldenes Brett vorm Kopf.
Am 11. Februar 2025 gab Thür bekannt, aus privaten Gründen eine mehrmonatige Auszeit als Moderator zu nehmen und erst mit 1. Oktober 2025 wieder zurückkehren zu wollen.

### Kontroverse rund um Lena Schilling
Im Juli 2024 erwirkte Thür eine Unterlassungserklärung gegen die Europaabgeordnete Lena Schilling (Die Grünen). Schilling hatte behauptet, eine Affäre mit ihm zu haben. Daraufhin bereitete Thür eine Klage vor. In einer notariell beglaubigten Unterlassungserklärung verpflichtete Schilling sich, solche Aussagen künftig zu unterlassen. Außerdem erklärte sie, mit Thür weder „persönlich noch digital“ bekannt zu sein.

## Auszeichnungen
- 2010: Europäischer Journalistenpreis des Verbands Deutscher Medizinjournalisten[18]
- 2015: ROMY Preis der Jury für Klartext[19]
- 2015: Journalistenpreis Integration des Österreichischen Integrationsfonds[20]
- 2022: Concordia-Preis für Pressefreiheit[21]
- 2022: Robert-Hochner-Preis[22]
- 2023: Journalist des Jahres in der Kategorie Innenpolitik[23]
- 2024: Journalist des Jahres in der Kategorie Investigation[24]